# Koszmosz–67
A Koszmosz–67 (oroszul: Космос 67) a szovjet Koszmosz műhold-sorozat tagja. Negyedik generációs Zenyit–4 felderítő műhold.

## Küldetés
Katonai felderítő műhold, feladata a Föld meghatározott térségeinek megfigyelése, katonai célú adatgyűjtés. Polgári célja az emberes űrrepülés elősegítése. Az exponált filmeket egy fémkapszulában, ejtőernyővel kívánta visszajuttatni a Földre.

## Jellemzői
Az OKB–1 tervezőirodában kifejlesztett és építését felügyelő műhold. A Zenyit–4 ember szállítására fejlesztett űreszköz, hasznos terében helyezték el a műszereket.
1965. május 25-én a Bajkonuri űrrepülőtér indítóállomásról egy Vosztok-2 (8K71) hordozórakétával juttatták Föld körüli, közeli körpályára. Az orbitális egység pályája 89,9 perces, 51.8 fokos hajlásszögű, elliptikus pálya perigeuma 203 kilométer, apogeuma 337 kilométer volt. Hasznos tömege 4730 kilogramm. A sorozat felépítését, szerkezetét, alapvető fedélzeti rendszereit tekintve egységesített, szabványosított tudományos-kutató űreszköz. Áramforrása kémiai akkumulátor, szolgálati ideje maximum 12 nap.
A Koszmosz–66 programját folytatta. A Föld felső atmoszférája fontos szerepet játszik a felszíni és a műholdas kommunikációban és navigációban, sűrűsége befolyásolja az alacsony Föld körüli pályán (LEO) keringő műholdak élettartamát. A fedélzeten elhelyezett rádióadók által sugárzott jelek fáziskülönbségének méréséből következtetéseket lehet levonni az ionoszféra szerkezetéről. Az éjszakai ionoszféra F-rétege magasságbeli és kiterjedésbeli inhomogenitásainak mérése a 20 MHz-es fedélzeti adó jeleinek fluktuációváltozásaiból történt. Kamerái SZA-10 (0,2 méter felbontású), SZA-20 (1 méter felbontású) típusú eszközök voltak.
1965. június 2-án, 12 napos szolgálati idő után, földi parancsra belépett a légkörbe és hagyományos – ejtőernyős leereszkedés – módon visszatért a Földre.